# Svänglingen
Svänglingen är en sjö i Bräcke kommun och Östersunds kommun i Jämtland och ingår i Ljungans huvudavrinningsområde. Sjön har en area på 0,762 kvadratkilometer och ligger 313 meter över havet. Sjön avvattnas av vattendraget Hållborgsån (Hållstaån).

## Delavrinningsområde
Svänglingen ingår i det delavrinningsområde (698540-145750) som SMHI kallar för Utloppet av Svänglingen. Medelhöjden är 360 meter över havet och ytan är 7,57 kvadratkilometer. Räknas de 11 avrinningsområdena uppströms in blir den ackumulerade arean 109,62 kvadratkilometer. Hållborgsån (Hållstaån) som avvattnar avrinningsområdet har biflödesordning 3, vilket innebär att vattnet flödar genom totalt 3 vattendrag innan det når havet efter 228 kilometer. Avrinningsområdet består mestadels av skog (75 procent). Avrinningsområdet har 0,85 kvadratkilometer vattenytor vilket ger det en sjöprocent på 11,2 procent.